# Ћилимарство у Србији
Ћилимарство у Србији спада у изразито ткалачко (занатско) ликовно стваралаштво, које је посебно било развијено у неколико ћилимарских области и/или центара од 18. до прве половине 20. века. Иако су се ови центри разликовали од других подручја у Србији по развијеној и препознатљивој производњи, они су се и међусобно разликовали по композицијама украса, стилским обележјима, колориту, орнаментима али и начину њихове интерпретације. Заједничка особина свих ових центара била је та што су се ћилими скоро у свим тим областима ткали са два лица.
Ћилимарство је од његовог настанка на простору Србије представљало најзначајнији сегмент текстилног стваралаштва кроз неколико векова.

## Опште информације
За ћилиме настале у Србије се може рећи да су то тканине прошлости, садашњости и будућности, на завидном нивоу квантитета, квалитета, начина производње, али и свега онога што прати овај вид народног стваралаштва кроз више векова.
Ткање ћилима је тежак посао, који захтева геометријску прецизност, изузетну вештину и креативност, која се заснива искључиво на ручном раду старом неколико векова. Колико је то мукотрпан посао говори податак да две ткаље морају истовремено да раде месец дасна да би направиле само један квадратни метар ћилима.
Ткање ћилима је традиција која се преноси с колена на колено, и тако вековима мајке уче од бака, а ћерке од бака и мајки, „борећи се” до данашњих дана да очувају традицију записану у њиховим генима. тако су многе девојчице у Србији одрастале окружене ћилимимаи, „везане за њих” за цео живот.
Мотиви на ћилимима насталим у Србији, имају и ту специфичност, да често у саби скривају мистичну црту. Јер уткани симболи често представљају старе симболе магичног значења и могу се читати као азбука слика, јер их постоји 95, које они који их раде морају да знају напамет.
Сваки ћилим исткан у Србији прича своју причу, различиту, у зависну од различитости епохе у којој је настао.

## Историја
Зачетак ћилимарства у Србији многи виде још у давним времанима, када је почело припипитомљавање оваца и коза и гајења памука, извора сировина за његов развој. Зато се сматра да ткање нису проширили седелачки неолитски ратари, него номади или прецизније казано пастири, који су вероватно са Блиског истока, заједно са овцама и козама донели традицију ткања ћилима на Стару планину и Балканско полуострво. О томе додуше директних доказа нема, али постоје посредни докази са приказима стилизованих ткачких производа на фризовима трачких посмртних маски и стереобатима грчких храмова.
Тиме се донекле побија идеја да су у Србију и на Балканско полуострво, ткалачки занат донели Турци. Везу са Турцима спаја једино прича о Ћипровцима, највећем хришћанском граду на Старој планини, у коме су се
Јужни Словени населили у 7. веку. Од 9. века до 1373. област је била у саставу средњовековне Бугарске. Крајем 14. века област Димова је пала под петовековну власт Османлија. који је од почетка турског ропства своје богатсво дуговао рударству, златарском занату и ћилимарству, али у њему Турци нису били носиоци ћилимарства, него његовим спонзори. Након устанак ћипровачких властелина, 1689. град је задесила зла судбина, позната као "Ћипровачка катастрофа" у 17. веку. Од града, по економској моћи, равног Београду, Нишу или Видину, за мање од месец дана није остао ни камен на камену. Преживело становништво су се масовно раселило по Влашкој, Угарској, Аустрији и Хрватској. Распд Ћипровца утицао је на то да се средиште ћилимарства пресели са Бугарске на Српску страну Старе планине у подстаропланинску пиротску котлину и град Пирот, у коме ће ћилимарство постати уметнички најсваршенији облик занатства у овом делу Балканског полустрва.
Током 19. века пиротски ћилими су постали веома тражена и скупа роба. Забележено је да су Браћа Гаротић још 1869. основали фирму „Пиротски ћилими - домаћа индустрија браће Гаротић".
Прво ћилимарско друштво у Србији основано је 1886. године. Тада су пиротски ћилими први пут и приказани европској и светској јавности на Светској изложби у Бечу. Након што је династија Батемберг форсирала ћилимарство у суседном Цариброду, за које су ангажаване према др Цветану Васову и Србиславу Златковићу, ћилимарке из Пирота и инструктори из Персије. Међутим иако су наднице за ткаље биле веће од оних у Пироту, а ћилими јефтнији, квалитет и оригиналност ћилима из Пирота био је далеко изнад оних тканих у Цариброду, па самим тим и на већој цени.
Након што је ћилимарство у Краљевини Србији запало у кризу, српским ћилимарима у помоћ притекла краљица Драга и 1902. године у Пироту је основана Задруга ћилимарки, која је која је својим чланицама набављала материјал, давала кредите и обезбеђивала пласман. Задруга је имала до 1.300 чланица и за кратко време консолидовала је пиротско ћилимарство. То је било доба када је пиротски ћилим постао статусни симбол, на двору Обреновића а касније Карађорђевића, када су гостинске собе и салоне богатих кућа красили пиротски ћилими. У овом периоду настали су и ћилиме који данас у етнографским збиркама многих музеја највише вреде.
Када је наступио Велики рат, ћилимарство није замрло, јер се ћилимима откупљивао живот. Иако је мир између два светска рата поново обновио задругарство, истовремена индустализација је испразнила села, увела нову - мерино расу овце и покушала да од ћилимарског заната направи индустрију. Тиме је индустријска производња успела готово да затре класичан ћилимарски занат и квалитет изатка их ћилима. Јер, ћилимарство није и никада неће бити индустрија већ индивидуалан занат, који се преплетао понекад и са народном уметношћу.

## Начин израде
Широм Србије ћилими су ткани најлепшом и најсавршенијом глатком техником на вертикалним разбојима техником клечања. Клечање се изводи потком намотаном прстима у гужвице, замотуљке које у Пироту називају и гуженке. Гужвице су бојене у онолико боја колико је потребно за извођење замишљене шаре.
Да би ткање било квалитетно важна је извежбаност прстију ткаље којима је она извлаче жице основе кроз које се умеће потка одговарајуће боје, а затим се наставља с гужвицом друге боје.
Током ткања важно је да се шара добро сабије — што се чини тупицом, дрвеним чешљем са зупцима.
Зев се на вертикалном разбоју добијао помоћу обнителника. Ако се орнамент изводи у правцу основе, јављају се отвори, тзв. решме. Уколико шара иде под косим углом, дијагонално према основи, шупљине се не примећују.
Припрема вуне
Пре ткања вуна је бојена код бојаџија, који су све до краја 19. века користили биљне сировине за производњу боја (корење, листови и плодови биљака: крмеза (Cochenille), варзије (Varzilo – brasile), зердешапа (Curcuma longa), броћа (Rubia tinktorum) и чивита (Indigo)). Током бојења додаване су и потребне киселине, базе или метали.
Процесом бојења вуна добијане су; алева (црвена), ђувез (бордо), кавеређија (кафена), вишњеренђија (вишњева), модра (чивитна), отвореноплава (небо) и затвореноплава. Боје су биле мирних тонова и постојане.
Крајем 19. века бојаџије у Србији почеле се са применом и анилинских боја.

## Изглед
Орнаменти на ћилимима истканим у Србији били су углавном стилизовани, геометријски облици. Зна се да су шаре на ћилимима смишљале саме ткаље, како би се знало који је чији рад. Тако су настала: кандила, разбацани ђулове, гугутће на диреци, ченђели... жељће. Било је и шара које на први поглед одају своје малоазијско, кавкаско, персијско или анадолијско порекло, одакле је и техника ткања ћилима пре много векова највероватније и стигла у Србију.
Тајна квалитета и постојаност ћилима, попут оних истканих у Пироту и околини је у вуни балканске расе, бојењу пприродним бојама и прељама из Висока, које су свој посао обављале без преслице, помоћу вретена и кудеље и на тај начин правиле најтрајнију нит.
Пређа старијих тканина бојена је бојама биљног порекла (руј, луковина, лист или кора ораха или липе) које су биле мекших, пастелнијих тонова, складније сложене и ретко оштро издвојене и међусобно супротстављене, тако да се за ткање махом користила пређа загаситијих тонова. Преовлађујуће боје су биле тамноплава, смеђа, затвореноцрвена, али и природна боја вуне, конопље и памука.
Од краја 19. и с почетка 20 века ткаље ћилима настојале су да своја дела приближе реалистичком приказивању вегетабилних и других фигуралних мотива. У томе им је много помагало откриће и употреба анилинских боја, које су омогућавале већи колорит тканина. Тако су жилими из овог периода по свом изгледу постали нападнији, са одсечнијим и контрастнијим тоновима и прелазима између боја.

## Најзначајнији ћилимарски центри

### Пиротско ћилимарство
У Србији је свакако Пирот био и остао најзначајнији ћилимарски центар, из кога су проистекла многа знања, вештине и стил израде, који су битно утицали на друге ћилимарске области у Србији.
По орнаментици и композицији украса, може се закључити да најстарије пиротско ћилимарство води порекло са Истока, да би временом постало модификовано, и у појединим елементима потпуно преиначено. Постоје мишљења да су неки мотиви, у ствари, наследство давних балканско-кавкаских уметничких и културних тековина, који проистичу из заједничке праетничке основе и вековних веза друге врсте, словенских народа.
- Рашићева шара
- Дулови на ланцу
- Гугутке на диреци
- Немачка кутија
- Бомба
- Детаљ ћилима
- Шара сова
- Шара корњача

### Косовско и метохијско ћилимарство
За разлику од пиротског косовском и метохијско ћилимарство, има своје специфичности, које се огледају у бројним архаичним елементима. Док се код Шиптара, на тканинама уопште па и на ћилимима, истичу старе медитеранске компоненте у орнаментици, док у колориту преовлађују црна, тамномрка, љубичаста и жута боја.
Новији мотиви косовског и метохијског ћилимарства умногоме се карактеришу оријенталном барокношћу.

### Ћилимарство старовлашко-полимске области
По својим особеностим израде старовлашко-полимско ћилимарство у коме свакако значајно место има сјеничко-пештерско ћилимарство разврстано, је у ћилимарство такозване сјеничко-полимске, односно полимско-старовлашке ћилимарску област, која је омеђена, у ужем смислу сјеничко-пештарском висоравни, а у ширем смислу полимско-старовлашком области. У овој области развило се неколико ћилимарских центара који носе назив:
- сјеничко-пештерски ћилимарски центар,
- ивањички ћилимарски центар,
- ужички ћилимарски центра,
- ћилимарски центар неких других крајева.[3]

Ћилими ткани у овим областима масовно су били у употреби код градског српског и муслиманског живља, било у њиховим домовима или у верским објектима (џамијама).
У оквирима старовлашко-полимске области, ћилимарство сјеничко-пештерских предела, има више орнаменталних стилизација сродних са пиротским ћилимима. али за разлику од пиротских ови ћилими су нешто грубље пређе.
За ћилимарство у сјеничко-пештерском крају се може рећи (према новијим истраживањима) да је то један од ретких крајева у Србији у коме су стваране тканине прошлости, садашњости и будућности, које су одувек биле на завидном нивоу квантитета, квалитета, начина производње, али и свега онога што прати овај вид народног стваралаштва кроз више векова.

### Ћилимарство панонске зоне
Ћилимарство панонске зоне значајније се издваја од оног у другим крајевима Србије. Најзначајнији ћилимарски центри били су: Стапар, Кумане, Меленци, Елемир, Тараш, Велики Бечкерек и др. Пласирани су на немачко и аустроугарско тржиште, па и шире. Ови ћилими, у чијој се ликовности неретко огледају утицаји западноевропских стилова, производили су се на технички усавршеном широком, хоризонталном разбоју.
На ћилимима панонске зоне доминира старија, геометрија, и млађа, више фигурална, орнаментика. Старија орнаментика, највероватније води порекло и повезаност са другим областима Подунавља, са преисламским Истоком, а неки је доводе у везу и са орнаментиком римских мозаика.
Од средине 19. века у панонском ћилимарство чешће се појављују стилизације разних предмета, вегетабилни, зооморфни и антропоморфни мотиви ткани под утицајима стилске уметности, барока, ампира, бидермајера итд. Мотиви сличне садржине налазе се и на другим тканинама и предметима (торбе, обојци).
Под утицајем војвођанског ћилимарства, у Посавини, Шумадији и Поморављу од почетка 20. века, а понегде и раније, након уласка Војводине у састав Краљевине Југославије, јављају се барокизиране и друге орнаменталне стилизације.

## Значај
Народна уметност стварања
Од 70-тих година 19. века, када се сматра да су по први пут на прави начин представљено али и пиратизовани српски ћилими, па све до данашњих дана, када су на многим изложбама и манифестацијама у Србији и у иностранству излагани, ћилими из Србије су увек изазивали не само интересовања већ и усхићење јавност. На то су утицале бројне чињенице:
- Да овај облик народне уметности постојао је само у неколико земаља у свету, укључујући и Србију...које све до новијег времена имају сачувану тако разнолику и садржајну традиционалну ликовно — декоративну уметност.[6]
- Да је ова уметност народног стварање... права ризница неисцрпних решења, како у погледу облика, мотива и боја, као иу употреби различитих материјала и примењених техника.[6]
- Да су ћилими у Србији најчешће били намењени...свакодневној или учесталој употреби у сеоским домаћинствима, али и на српском двору и у грађанским срединама, али и за разноврсне обичајне и ритуале.[6]

Нематеријалног културног наслеђа Србије
Због свог значаја за културу Србије, као вештина израде ћилима, Пиротско ћилимарство, Стапарско ћилимарство, и Сјеничко-пештерско ћилимарство, познато по најпознатијим аутохтоним српским ћилима, изатканим у домаћој радиности у Пиротско крају, селу Стапар, у Бачкој, на северозападу Војводине и Пештерској висоравни уписана су у Национални регистар нематеријалног културног наслеђа Србије.